# Narcinidae
Narcinidae – rodzina morskich ryb chrzęstnoszkieletowych z rzędu drętwokształtnych (Torpediniformes).

## Zasięg występowania
Ocean Indyjski, Ocean Atlantycki i Ocean Spokojny – płytkie wody przybrzeżne nad szelfem i najwyższa strefa stoku kontynentalnego.

## Cechy charakterystyczne
Tarcza zaokrąglona ku przodowi. Szczęki grube, oczy małe. Dwie płetwy grzbietowe i dobrze rozwinięta płetwa ogonowa. Po bokach głowy mają narządy elektryczne.

## Klasyfikacja
Rodzaje zaliczane do tej rodziny:
- Benthobatis Alcock, 1898
- Diplobatis Bigelow & Schroeder, 1948
- Discopyge Heckel, 1846
- Narcine Henle, 1834
- Narcinops Whitley, 1940